# Forge FC
Forge Football Club er en canadisk professionel fodboldklub der til dagligt spiller i Premier League. Forge FC var en af klubberne der var med til at grundlægge den canadiske Premier League i 2019.